# Epigomphus pechumani
Epigomphus pechumani är en trollsländeart som beskrevs av Jean Belle 1970. Epigomphus pechumani ingår i släktet Epigomphus och familjen flodtrollsländor. Inga underarter finns listade i Catalogue of Life.